# 94 (getal)
94 (vierennegentig) is het natuurlijke getal volgend op 93 en voorafgaand aan 95.
In de Franse taal (vooral in Frankrijk) is het getal 94 samengesteld uit meerdere telwoorden: quatre-vingt-quatorze (4 × 20 + 14). Andere Franstaligen, zoals de Belgen en de Zwitsers, gebruiken: nonante quatre.

## In de wiskunde
Er is geen oplossing voor Eulers totiëntvergelijking φ(x) = 94, waarmee 94 een niettotiënt is. 

94 is een Smithgetal.

## Overig
94 is ook:
- het jaar A.D. 94, 1694, 1794, 1894 en 1994.
- het landnummer voor internationale telefoongesprekken naar Sri Lanka.
- het atoomnummer van het scheikundig element Plutonium (Pu).